# جونسون تشانغ
جونسون تشانغ (بالصينية: 張頌仁) هو مؤرخ الفن صيني، ولد في 1951 في هونغ كونغ في الصين.